# Michael Stolleis
Michael Stolleis (Ludwigshafen am Rhein, 20 de julio de 1941-Fráncfort del Meno, 18 de marzo de 2021) fue jurista e historiador del derecho alemán. Hasta su jubilación en 2006, fue catedrático de Derecho Público e Historia del Derecho en la Universidad de Frankfurt, y desde 1991 hasta finales de 2009, ejerció de director del Instituto Max Planck de Historia del Derecho Europeo. Norbert Frei afirma que «Michael Stolleis personifica la historia del derecho en Alemania».[cita requerida]

## Biografía
Stolleis es hijo del jurista Erich Stolleis, que fue alcalde de Ludwigshafen. En 1960 se graduó de la escuela secundaria, que cursó en el actual Kurfürst-Ruprecht-Gymnasium, en Neustadt an der Weinstrasse. Estudió derecho, germanística e historia del arte en Heidelberg y Würzburg. En 1965 aprobó el primer examen y en 1969 el segundo examen de licenciatura (Staatsexamen). Completó un doctorado en 1967 en Múnich, bajo la dirección del profesor sueco Sten Gagnér.
Después de un breve tiempo como asistente de Axel Freiherr von Campenhausen, Stolleis se graduó en 1973 en Múnich en las disciplinas de Derecho Constitucional y Administrativo, Historia del Derecho Moderno y Derecho Canónico. Un año después, fue nombrado profesor de la Universidad de Frankfurt. En 1991 ganó el premio Gottfried Wilhelm Leibniz de la Deutsche Forschungsgemeinschaft. Ese mismo año, fue nombrado director del Instituto Max Planck de Historia del Derecho Europeo (MPIeR) en Fráncfort del Meno. En 2006 se convirtió en profesor emérito de la Universidad de Frankfurt y se retiró como director de MPIeR, pero retomó el puesto de director interino entre septiembre de 2007 y finales de 2009. Es miembro de varias academias científicas y coeditor de publicaciones periódicas y revistas.
Sus principales intereses de investigación se encuentran en las áreas del derecho público (derechos sociales), la historia del derecho y la historia del derecho moderno, especialmente la historia de la ciencia del derecho público. El 5 de mayo de 2010 recibió la Orden del Mérito de la República Federal de Alemania de primera clase por su trabajo en investigación y docencia y por su compromiso ejemplar con el servicio voluntario, . Es miembro de la Academia Leopoldina desde 2004, y miembro de la orden Pour le Mérite für Wissenschaften und Künste desde 2014.